# Saint-Mayme (Aveyron)
Pour les articles homonymes, voir Saint-Mayme.
Saint-Mayme est une ancienne commune française de l'Aveyron. En 1837, la commune a été supprimée. Elle est alors réunie à la commune d'Onet-le-Château, en même temps que Cabaniols, Le Causse-d'Is, Floirac, Limoux, Puech-Baurès et Vabre .
Il s'agit aujourd'hui d'un lieu-dit rattaché à la commune d'Onet-le-Château. Ce lieu-dit est situé en bordure de la rocade de Saint-Mayme (RN88) mais ne dispose pas d'accès direct à la rocade.

## Galerie

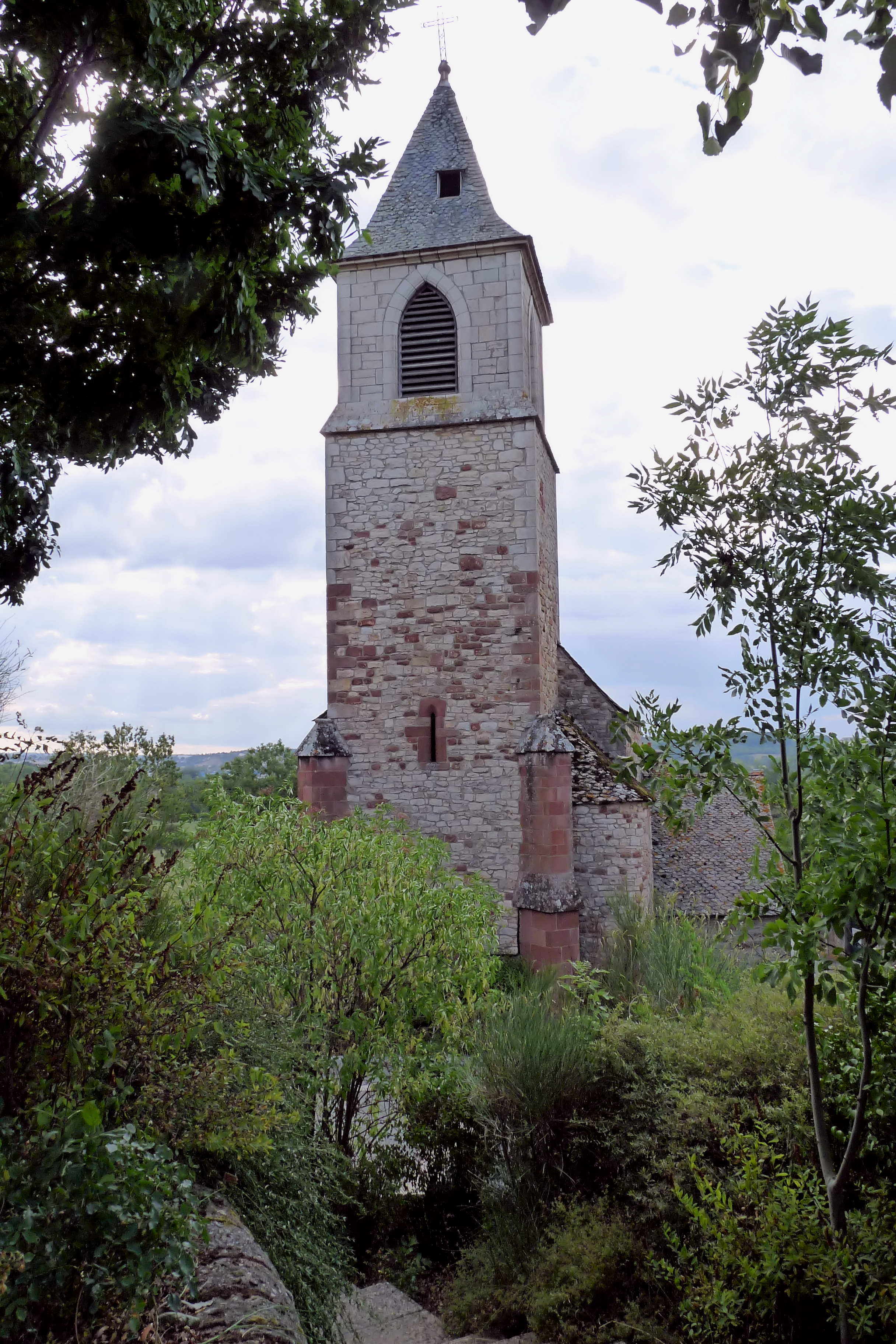
Église de Saint-Mayme (Aveyron)
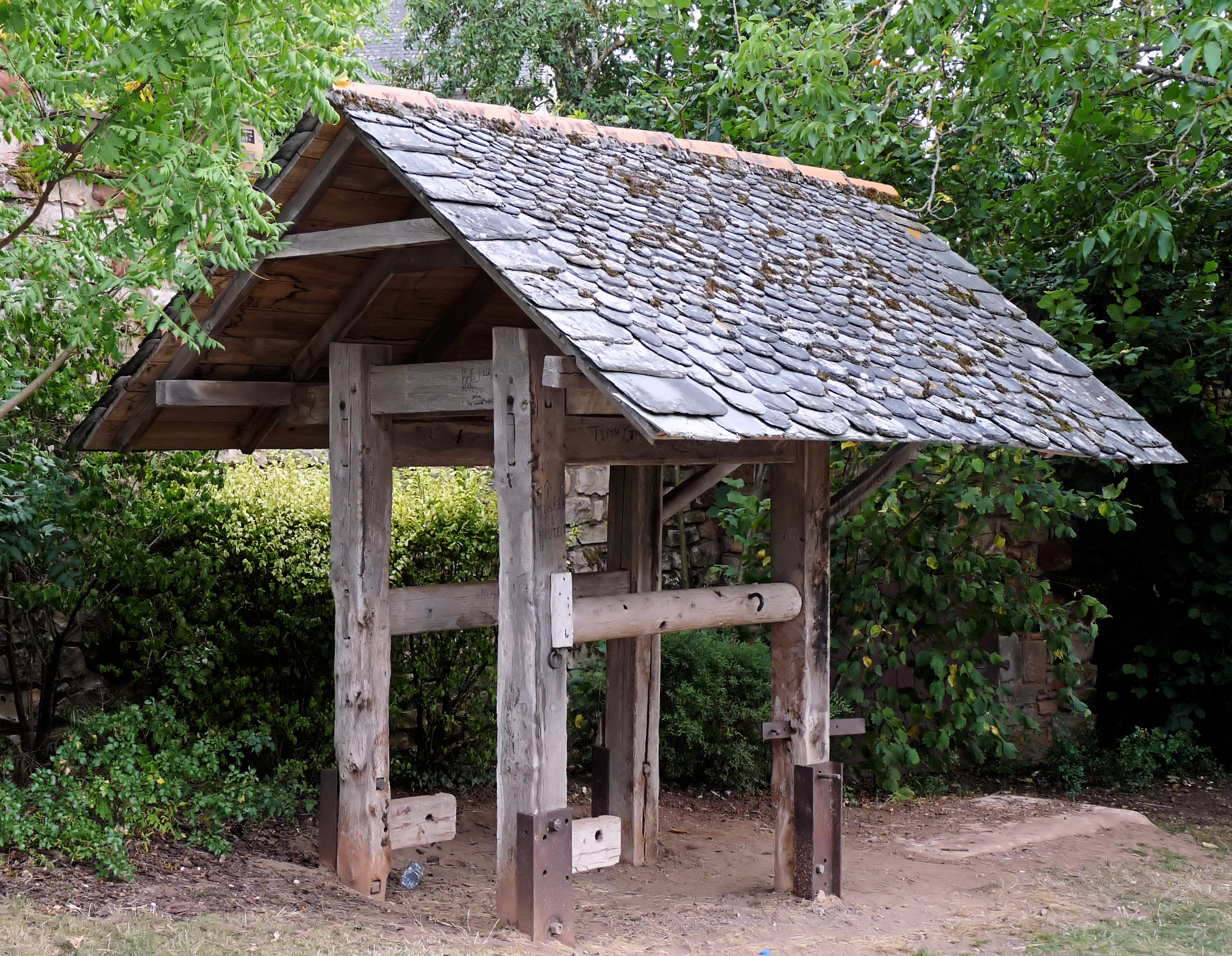
Travail près de l'église de Saint-Mayme (Aveyron)
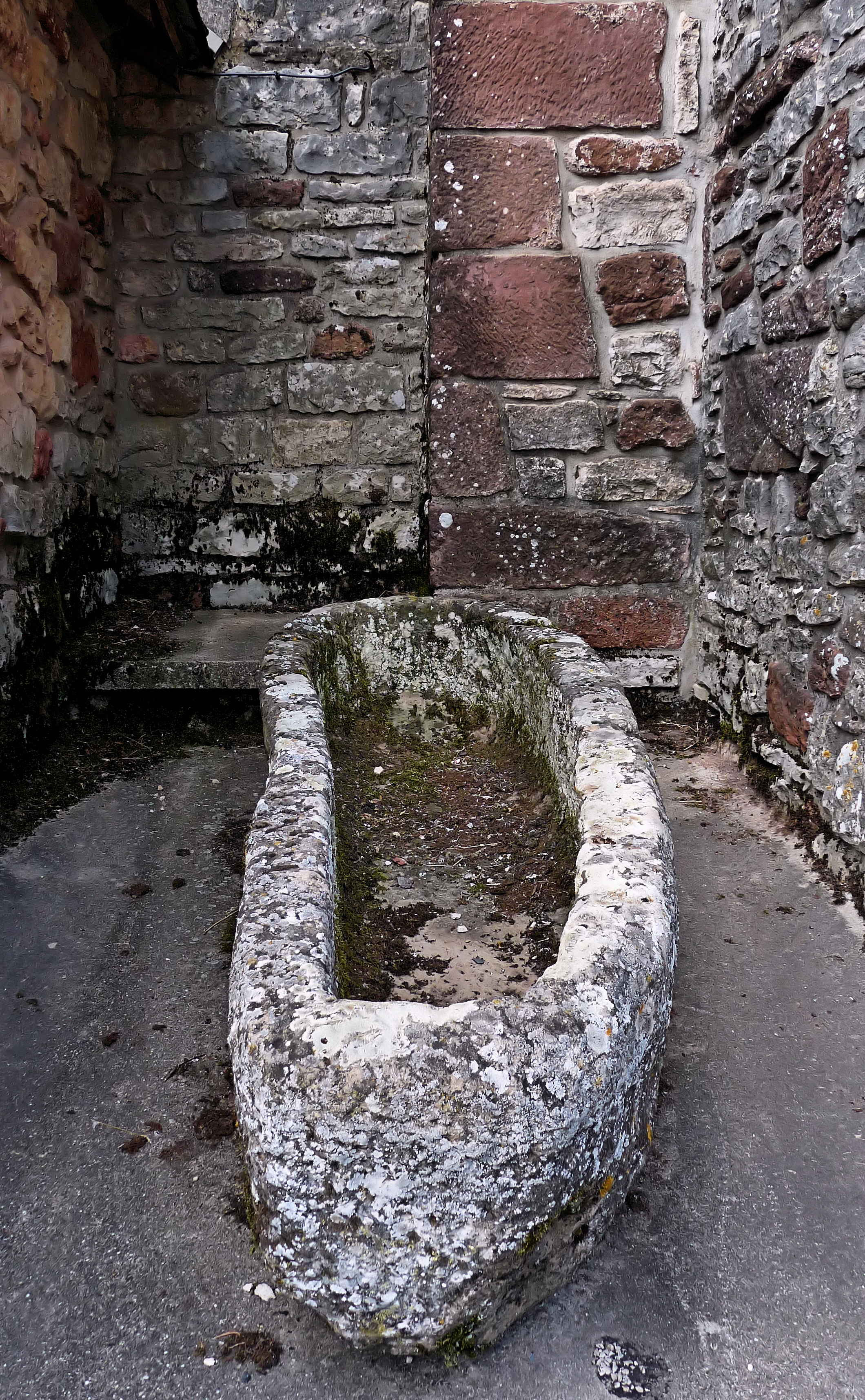
Sarcophage de pierre à droite du porche de l'église de Saint-Mayme (Aveyron)
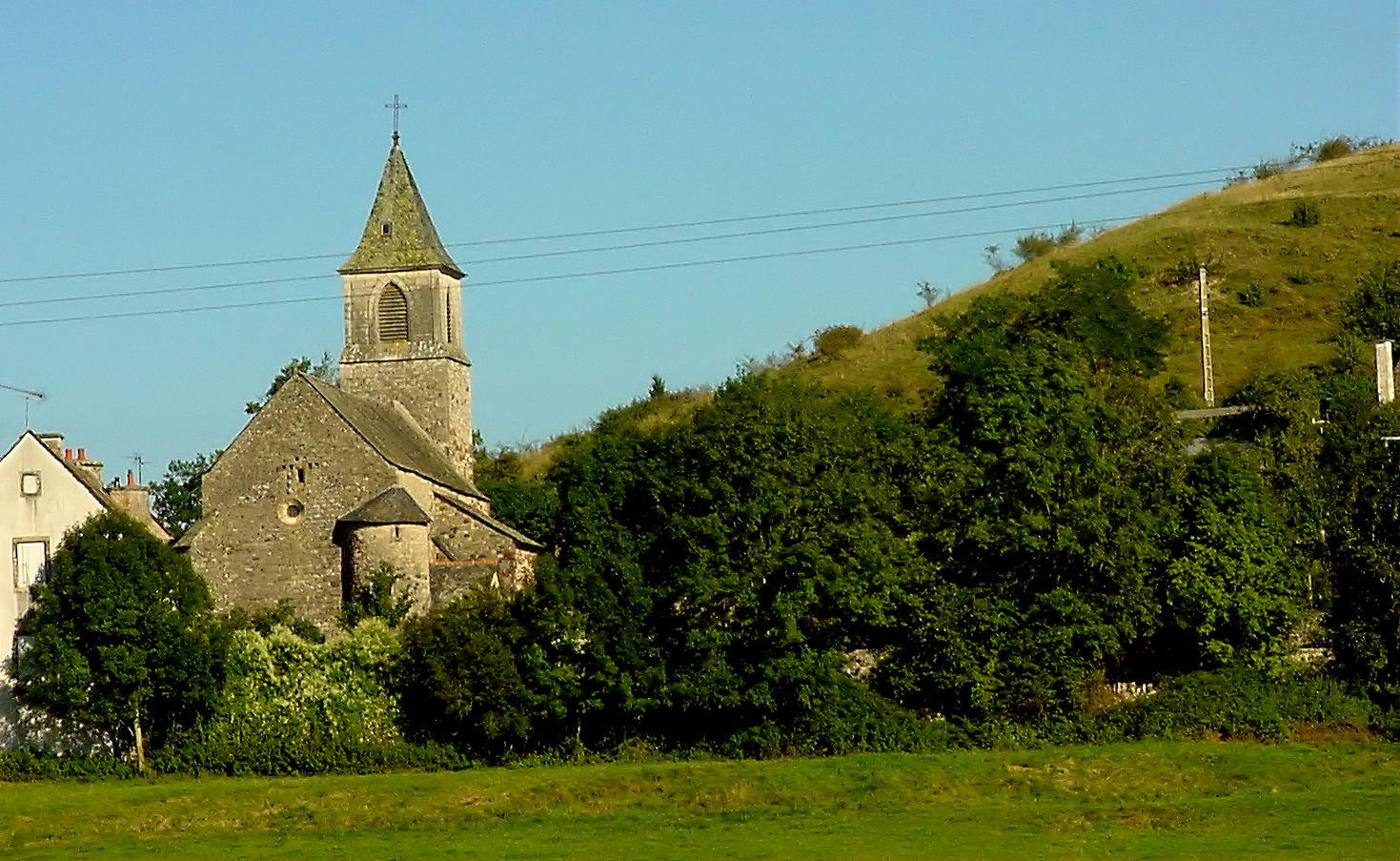
Église de Saint-Mayme (Aveyron)

## Personnalités nées dans cette commune
- Amédée-Jean-Baptiste Latieule (1838-1903), évêque de Vannes, natif de cette ancienne commune.